# Aftermath (film, 2017)
Pour les articles homonymes, voir Aftermath.
Pour plus de détails, voir Fiche technique et Distribution.
Aftermath ou Impact au Québec est un film américain réalisé par Elliott Lester, sorti en 2017. L'histoire s'inspire de celle de Vitali Kaloïev et de l'accident aérien d'Überlingen.

## Synopsis
La femme et l'enfant d'un homme nommé Roman Melnyk meurent dans un accident aérien. Celui-ci est dû à plusieurs dysfonctionnements, mettant en cause plusieurs responsabilités, mais le rôle du contrôleur aérien ce soir-là est particulièrement mis en lumière par les médias. Roman va alors chercher des réponses à ses questions puis tenter de se venger.

## Fiche technique
- Titre original et français : Aftermath
- Titre québécois : Impact
- Réalisation : Elliott Lester
- Scénario : Javier Gullón
- Direction artistique : Sean Brennan
- Décors : Akin McKenzie
- Costumes : Bic Owen
- Photographie : Pieter Vermeer
- Montage : Nicholas Wayman-Harris
- Musique : Mark D. Todd
- Producteurs : Randall Emmett, George Furla, Darren Aronofsky, Peter Dealbert, Scott Franklin et Eric Watson
- Producteurs délégués : Barry Brooker, Ted Fox, Wayne Marc Godfrey, Anthony Jabre, Robert Jones, Corey Large, Vance Owen, Steven Saxton, Josh Stern, Mark Stewart et Stan Wertlieb
- Sociétés de production : Emmett/Furla Oasis Films, Protozoa Pictures et Ingenious
- Société de distribution : Lionsgate Premiere (États-Unis), VVS Films (Québec), Metropolitan FilmExport (France)
- Budget : 10,5 millions de dollars
- Pays d'origine :  États-Unis
- Langue originale : anglais
- Format : couleur
- Genre : drame, action
- Durée : 92 minutes
- Dates de sortie [1] :
  -  États-Unis : 7 avril 2017
  -  France : 18 juillet 2017 (sorti directement en vidéo)

## Distribution
- Arnold Schwarzenegger (VF : Daniel Beretta ; VQ : Yves Corbeil) : Roman Melnyk, contremaître de la construction
- Scoot McNairy (VF : Bruno Mullenaerts ; VQ : Claude Gagnon) : Jacob « Jake » Bonanos, contrôleur aérien
- Maggie Grace (VF : Nancy Philippot) : Christina
- Martin Donovan (VF : Jean-Michel Vovk) : Robert
- Hannah Ware (VF : Micheline Tziamalis) : Tessa
- Mariana Klaveno (VF : Élisabeth Guinand) : Eve Sanders
- Kevin Zegers : John Gullick
- Larry Sullivan : James Gullick
- Glenn Morshower : Matt
- Lewis Pullman : Samuel

 Source et légende : version française (VF) sur RS Doublage et selon le carton du doublage français sur le DVD zone 2.

## Production

### Genèse, développement et attribution des rôles
En juin 2015, il est annoncé qu'Arnold Schwarzenegger tiendra le rôle principal d'un film basé sur un script de Javier Gullón, intitulé 478 et produit par la société Protozoa Pictures de Darren Aronofsky. En novembre 2015, Emmett/Furla/Oasis Films rejoint ensuite le financement et la production du projet, alors qu'Elliott Lester est engagé comme réalisateur. Lionsgate Premiere, division de Lionsgate, distribuera le film aux États-Unis. Highland Film Group vend ensuite les droits internationaux de distribution lors du American Film Market (en) de Santa Monica.
En décembre 2015, Mariana Klaveno décroche le rôle d'Eve Sanders

### Tournage
Le tournage a eu lieu à Columbus dans l'Ohio.

## Critique
Vitali Kaloïev, dont l'histoire a inspiré le scénario, accuse le film de manquer de fidélité, notamment dans le portrait du contrôleur aérien qu'il juge trop avantageux. Il affirme aussi que le jeu d’Arnold Schwarzenegger ne lui correspond pas. Il affirme que le personnage inspire plus de pitié qu’il ne le devrait et nie avoir eu la même attitude.